# Coscinophragma
Coscinophragma es un género de foraminífero bentónico de la familia Coscinophragmatidae, de la superfamilia Coscinophragmatoidea, del suborden Biokovinina y del orden Loftusiida. Su especie tipo es Lichenopora cribosa. Su rango cronoestratigráfico abarca desde el Albiense medio (Cretácico inferior) hasta el Turoniense inferior (Cretácico superior).

## Discusión
Clasificaciones previas incluían Coscinophragma en el suborden Textulariina y en el orden Textulariida.

## Clasificación
Coscinophragma incluye a la siguiente especie:
- Coscinophragma cribosa